# Eugenia tenuissima
Eugenia tenuissima är en myrtenväxtart som beskrevs av Cyrus Longworth Lundell. Eugenia tenuissima ingår i släktet Eugenia och familjen myrtenväxter. Inga underarter finns listade i Catalogue of Life.